# Paratherina labiosa
Paratherina labiosa là một loài cá thuộc họ Atherinidae. Nó là loài đặc hữu của Indonesia.